# グルジ・モスク

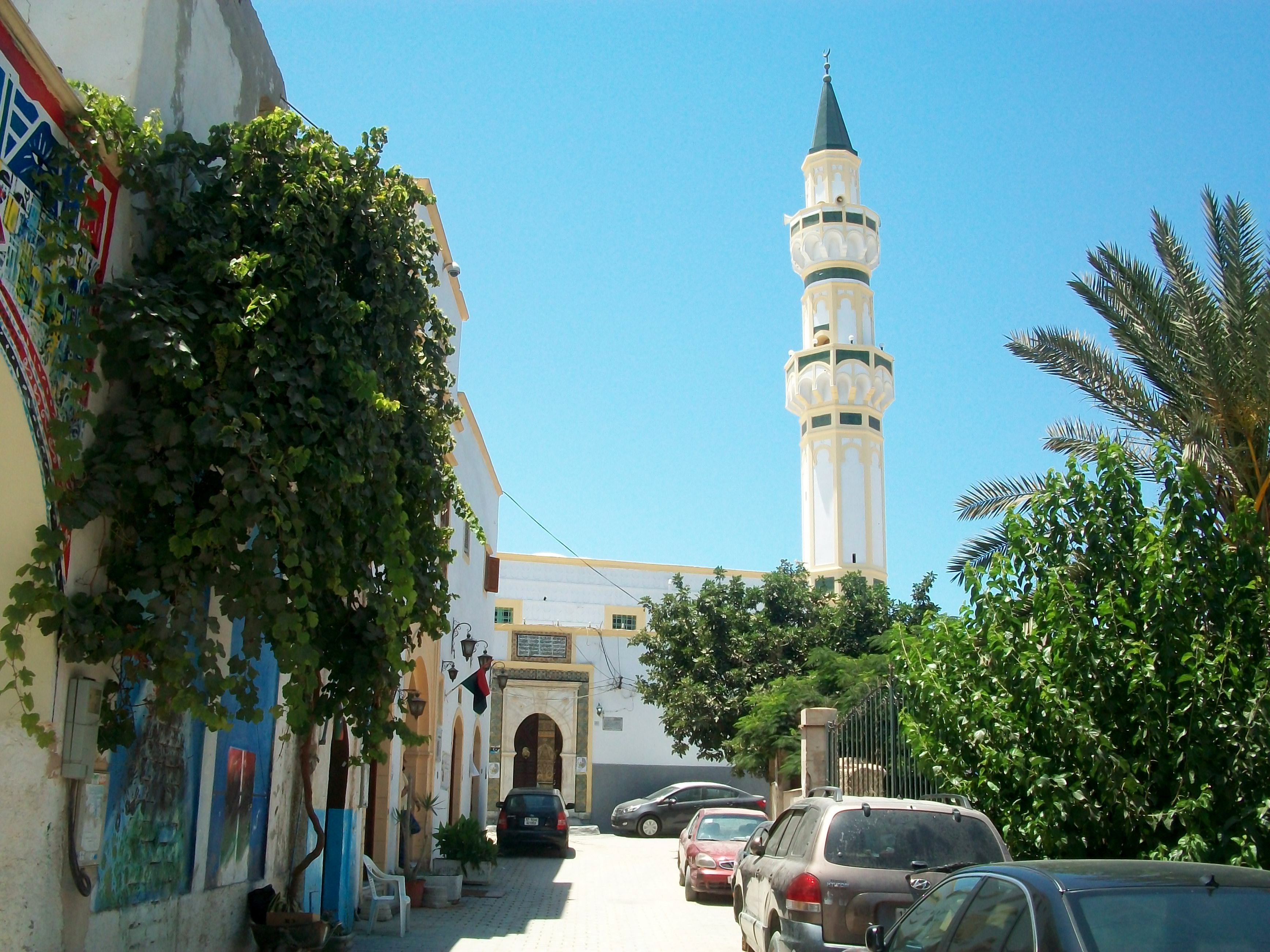
グルジ・モスク外観

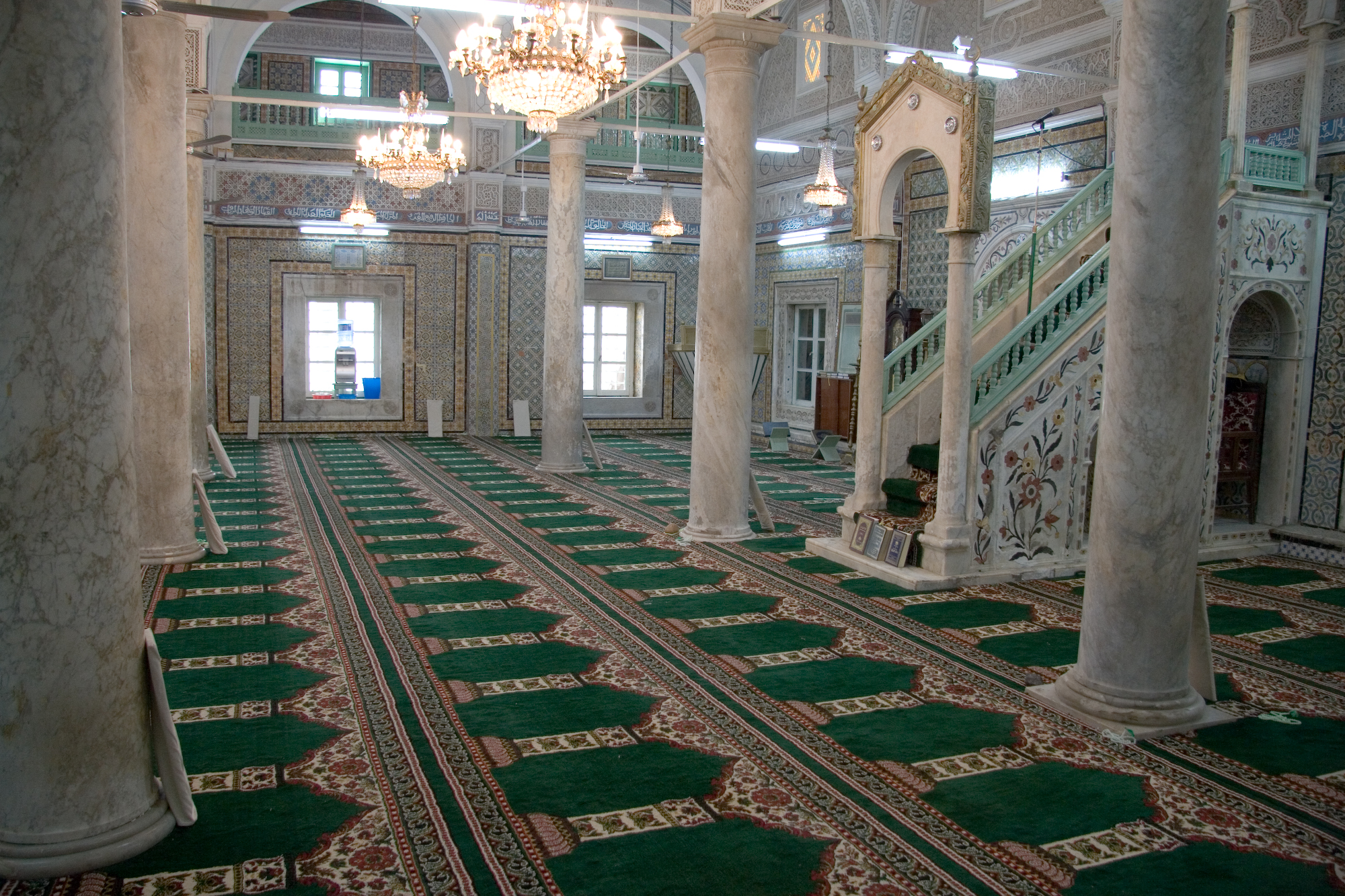
グルジ・モスク内装

グルジ・モスク（阿: جامع قرجي、Gurgi Mosque）はリビアのトリポリにあるモスク。
1834年のオスマン帝国カラマンリー朝下において、当時のトリポリの海軍長であったムスタファ・グルジの命により建造された。16のドームから成り、内部はそれほど大きくはないがトルコ様式のタイルや、八角形のミナレットが建てられている。